# أم زويتينة
أم زويتينة منطقة تقع إدارياً ضمن محافظة العاصمة في الأردن.